# فاليري بيرتينللي
فاليري بيرتينللي (بالإنجليزية: Valerie Bertinelli)‏ هي كاتبة سير ذاتية وممثلة أمريكية، ولدت في 23 أبريل 1960 بويلمنغتون في الولايات المتحدة. بدأت مشوارها المهني سنة 1974.

## أعمال

### مسلسلات
- ممسوس بملاك

## وصلات خارجية
- فاليري بيرتينللي على موقع IMDb (الإنجليزية)
- فاليري بيرتينللي على موقع روتن توميتوز (الإنجليزية)
- فاليري بيرتينللي على موقع ألو سيني (الفرنسية)
- فاليري بيرتينللي على موقع أول موفي (الإنجليزية)
- فاليري بيرتينللي على موقع قاعدة بيانات الأفلام السويدية (السويدية)
- فاليري بيرتينللي على موقع إن إن دي بي (الإنجليزية)
- فاليري بيرتينللي على موقع قاعدة بيانات الفيلم (الإنجليزية)
- فاليري بيرتينللي على موقع كينوبويسك (الروسية)